# Castelvecchio di Santa Maria Maggiore
Castelvecchio di Santa Maria Maggiore (o semplicemente chiamata Castelvecchio), è una frazione del comune di Imperia, in provincia di Imperia. fino al 1923 fu un comune autonomo.

## Geografia fisica
È situata in cima ad una delle colline, sulla sponda di ponente del torrente Impero. E' alle spalle di Oneglia.

## Storia
L'antico borgo è il luogo d'origine dove nacque il primo insediamento di Oneglia, qui si possono trovare i resti di una fortificazione romana, la Castrum Vetus Uneliae, da cui prende il nome.
nel 1923, insieme ad altri dieci comuni, prende parte alla creazione del comune di Imperia.

## Monumenti e luoghi d'interesse

### Architetture religiose
- Chiesa di Santa Maria Maggiore

## Economia
L'economia del borgo è legata principalmente al' oliviocultura.

## Infrastrutture e trasporti

### Strade
Castelvecchio è collegata con il capoluogo Imperia attraverso una strada comunale, che si collega successivamente alla Statale 28.

### Ferrovie
La stazione ferroviaria più vicina è quella di Imperia sulla linea ferroviaria Ventimiglia – Genova.